# Rhinacanthus selousensis
Rhinacanthus selousensis är en akantusväxtart som beskrevs av I.Darbysh.. Rhinacanthus selousensis ingår i släktet Rhinacanthus och familjen akantusväxter. Inga underarter finns listade i Catalogue of Life.